# Gagnefs minnesstuga

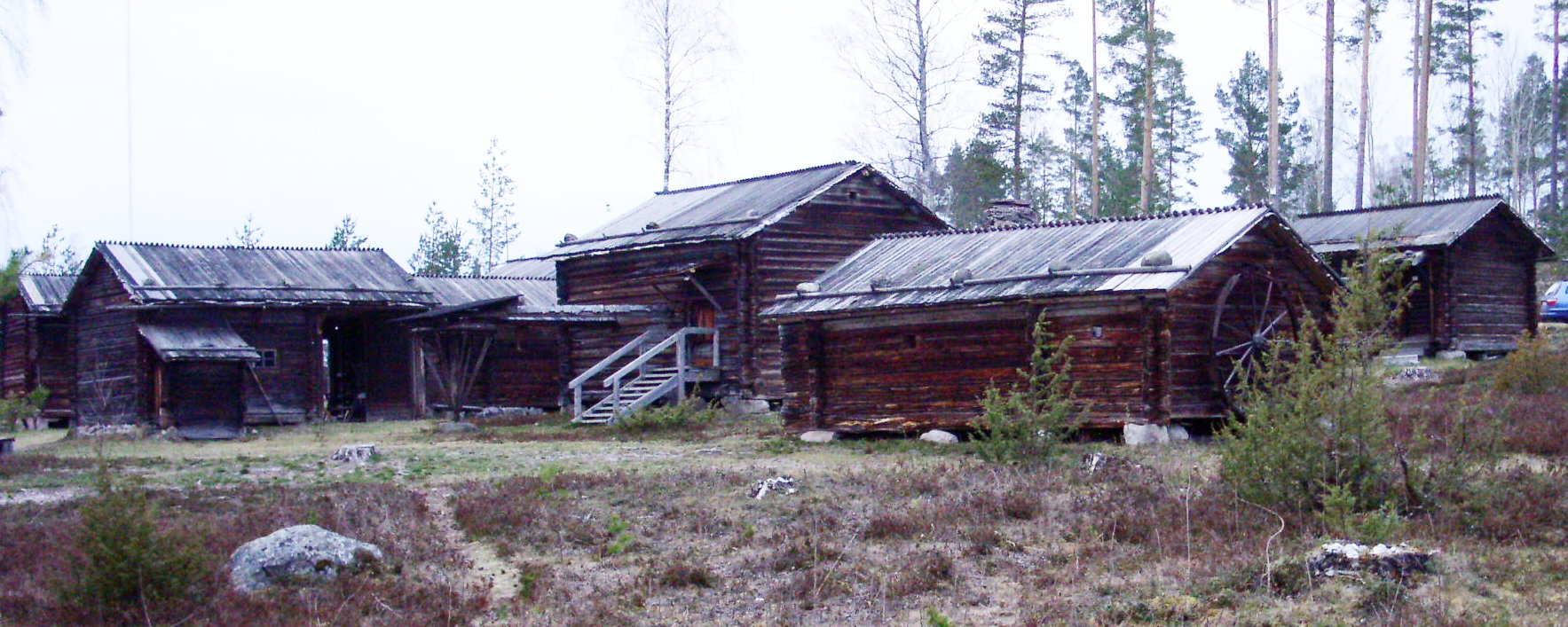
Några byggnader tillhörande Gagnefs minnesstuga

Gagnefs Minnesstuga är en hembygdsgård i Gagnefs kommun, den äldsta hembygdsgården i Dalarna och en av de första hembygdsgårdarna i Sverige.
Gagnefs Minnesstuga skapades på initiativ av en av pionjärerna inom hembygdsrörelsen i Sverige, författaren och konstnären Ottilia Adelborg, väninnorna Clara Wahlström, Anna och Lotten Falk. 
Initiativet till en gammelgård togs av Ottilia Adelborg som i början av 1900-talet bosatte sig i Gagnef tillsammans med sina systrar. Under åren 1904-06 samlade de och deras vänner ihop pengar och föremål till en gammelgård som överlämnades till bygdens folk i ett gåvobrev 1909. Minnesstugan blev Dalarnas första hembygdsgård den 19 september 1909 då början på den överlämnades genom ett gåvobrev till bygdens församling. Sedan dess har byggnader, gagnefskläder och allehanda kulturföremål tillkommit.
Idag förvaltas Gagnefs Minnesstuga av en Stiftelse, Stiftelsen Gagnefs Minnesstuga, som även förvaltar ett Skolmuseum i Djurmo, samt spets- och dräktsamlingar som finns på Ottilia Adelborgmuseet (Gamla prostgården i Gagnef). Ottilia Adelborgsmuseet drivs av en ideell förening med stöd av Gagnefs kommun. 
På området för Gagnefs Minnesstuga finns 22 gamla byggnader, den äldsta - ett parhärbre från Gagnefsbyn - dendrokronologiskt daterad till år 1543.
Enligt Stiftelsen Gagnefs Minnesstugas grunddokument, gåvobrevet från år 1909, skall målet med verksamheten vara ”att församlingens medlemmar med varmt intresse vårda dessa minnen, som erinra om fädernas enkla seder och ringa behov för sin tillvaro, samt att en var bidrager till samlingens ökande”. Tillställningar arrangeras för att göra samlingarna tillgängliga för allmänheten samt skapa intäkter till verksamheten.

## Historia
Tillsammans med Clara Wahlström, Anna och Lotten Falk arbetade Ottilia Adelborg målmedvetet för bevarandet av hembygdens historia. Insamlingen av föremål var omfattande och under 1920- och 30-talen utökades antalet byggnader vid Minnesstugan avsevärt. Utökningen av byggnadsbeståndet avtog därefter något för att återigen ta fart under 1960- talet. Under tiden från 1978 till idag har gården utökats med ytterligare fem byggnader. Anmärkningsvärt för Stiftelsen är att den enligt gåvobrevet från år 1909 måste ha en styrelse bestående av minst två kvinnor. Detta krav instiftades av Ottilia, Clara, Anna och Lotten då Stiftelsen grundades. Gagnefs minnesstuga tillhör de riktigt tidiga hembygdsföreningarna i landet, dock i egenskap av en stiftelse. Ottilia Adelborg var en stark profil i hembygdsrörelsen och ett tydligt bevis för kvinnornas betydelse för dess framväxt i det tidiga 1900-talet. När Dalarnas hembygdsförbund bildades 1915 var Ottilia en av de arton närvarande, tillsammans med välbekanta namn som Karl-Erik Forsslund och Gustaf Ankarcrona. Som skapare av Gagnefs minnesstuga lade hon också grunden för den gård som kan besökas idag. Vid minnesstugan finns numera ett flertal typer av byggnader som är svåra att hitta på den levande landsbygden; kölnan, bastun, skvaltkvarnen med flera. Detta är ett betydelsefullt inslag för förståelsen av det traditionella bondesamhället i Gagnefsbygden. Platsen är också en uppskattad rastplats med stora upplevelsevärden i anslutning till Dalälven och flottbron.